# Ocel

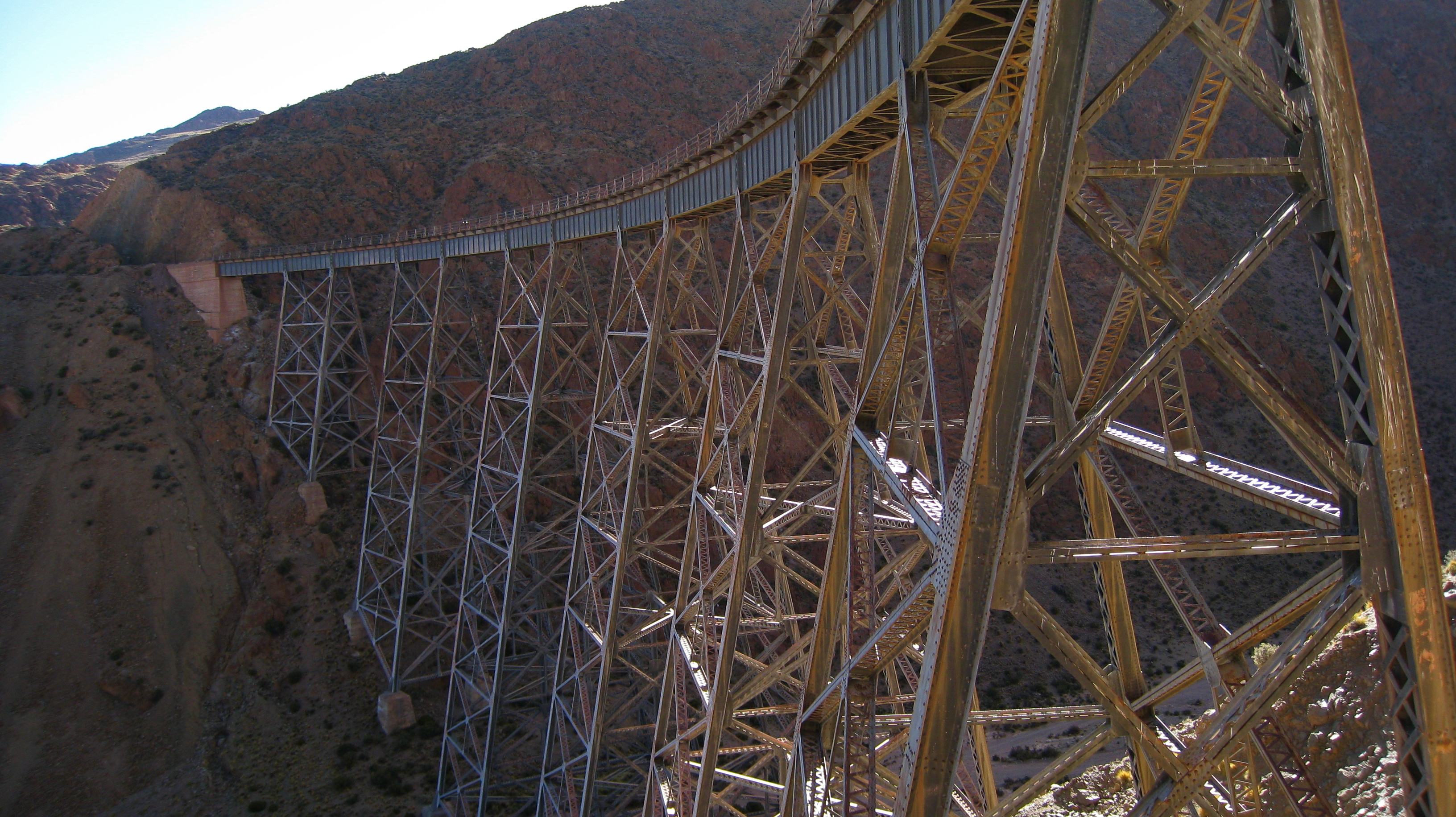
Ocelový most

Ocel je slitina železa, uhlíku a dalších legujících prvků, která obsahuje méně než 2,14 % uhlíku. Při obsazích uhlíku vyšších než 2,14 % se hovoří o litinách. Může se vyskytovat ve více fázích (austenit, ferit α, perlit, ledeburit, cementit), které popisuje fázový binární diagram železo-uhlík a v několika strukturách (martenzit, bainit, sorbit, troostit, žmirin), které popisují tzv. diagramy IRA nebo ARA.
V technické praxi se výraz „železo“ ponechává pro označení chemického prvku, popř. chemicky čistého železa jako takového. Technické slitiny se označují vždy jako „ocel“ resp. „litina“.

## Výroba oceli
Novověký způsob výroby oceli je metalurgický proces, při kterém se ze surového železa vyrobeného ve vysoké peci získává slitina železa s uhlíkem a dalšími chemickými prvky. Množství uhlíku se při tom snižuje na požadovanou úroveň stejně jako podíl nečistot, jakými jsou především síra a fosfor. Naopak jsou do slitiny dodávány další, tzv. legující prvky, např. mangan, křemík, hliník, chróm, nikl apod.

### Chemicko-tepelné zpracování
Chemicko-tepelné zpracování oceli zahrnuje řadu způsobů zpracování, při nichž se sytí povrch ocelí různými prvky. Dochází tak ke změně chemického složení v povrchových vrstvách ocelové součásti, při zvýšené teplotě jiným prvkem (C, N). Účelem je, aby se dosáhlo požadovaných vlastností, např. tvrdosti, žáruvzdornosti, korozivzdornosti, odolnosti proti opotřebení a únavě atd.
Nejčastějšími způsoby chemicko-tepelného zpracování jsou:
- Cementování je sycení povrchu nízkouhlíkové oceli uhlíkem (do 0,25 %)
- Nitridování je povrchové sycení oceli dusíkem
- Nitrocementování je povrchové sycení oceli uhlíkem a dusíkem současně
- Šeradování je povrchové nasycování ocelových součástí zinkem
- Sulfinizace je povrchové sycení oceli sírou
- Sulfonitridování je povrchové sycení oceli sírou a dusíkem současně
- Boridováním
- Karbonitridace

## Vlastnosti oceli
Oceli jsou nejčastěji používanými kovovými materiály. Legováním uhlíkem a dalšími prvky a kombinací tepelného a tepelně-mechanického zpracování je možno ovlivnit vlastnosti oceli podle zamýšleného použití. Fosfor nebo kobalt mají vliv na odolnost a tvrdost, mangan na tvrdost a odolnost proti opotřebení, zatímco chrom ovlivňuje odolnost vůči korozi.
Strukturní složky jsou popsány v binárním diagramu železo-uhlík. Hustota oceli je 7850 kg/m³. Měrná tepelná kapacita oceli je cca 469 J.kg−1.K−1 (závisí na obsahu příměsí). Bod tavení oceli je přibližně 1539 °C.

### Fyzikální vlastnosti oceli
Závisí na hm.% C, níže uvedené hodnoty jsou pouze orientační.
- modul pružnosti – E = 210 000 MPa
- modul pružnosti ve smyku – G = 81 000 MPa
- Poissonovo číslo – v = 0,3

## Druhy ocelí
V současné době je vyráběno asi 2500 druhů ocelí. V normách (ČSN, DIN, atd.) jsou oceli rozděleny do skupin jednak podle chemického složení, jednak podle struktury a mechanických a fyzikálních vlastností.
Podle chemického složení jsou oceli rozdělovány do následujících skupin:

### Nelegované oceli
Zvané také uhlíkové oceli. Obsah legujících prvků je nižší než je maximální tabelovaná hodnota pro daný prvek. Pro většinu prvků je tento maximální hmotnostní podíl kolem 2 %. Mechanické vlastnosti uhlíkových ocelí lze modifikovat tepelným (žíhání, kalení, popouštění), tepelně-mechanickým a tepelně-chemickým (cementace a nitridace) zpracováním.

### Nízkolegované oceli
Obsah legujících prvků po odečtení obsahu uhlíku je nižší než 5 %. Mají podobné vlastnosti jako oceli nelegované, ale jsou vhodné pro tepelné zpracování. Tepelným zpracováním je u nich možno ovlivnit mechanické vlastnosti. Se stoupajícím obsahem uhlíku stoupá i tvrdost po kalení. A to až do obsahu 0,85 hm. % C. S vyšším obsahem uhlíku se kalením už tvrdost dále nezvyšuje. Samotný obsah uhlíku má však také vliv na pevnost oceli, čím vyšší obsah, tím je ocel pevnější. Například kdysi se vyráběly radlice pluhu z oceli 11700, u kterých výrobce uváděl po překování (naostření) už není nutno kalit, protože ocel s takovým obsahem uhlíku byla sama o sobě dostatečně tvrdá.

### Vysoce legované oceli

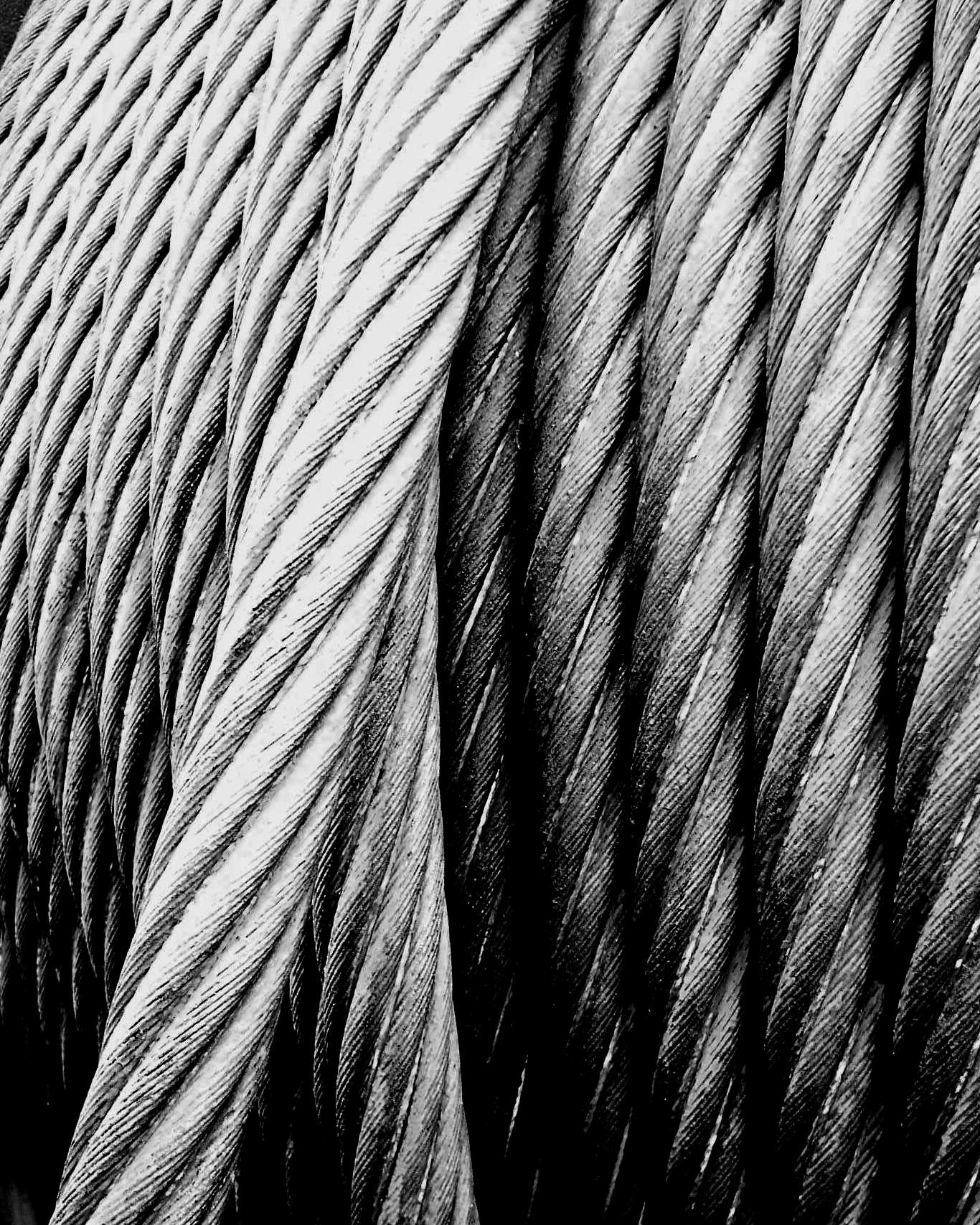
Ocelové lano

Obsah legujících prvků je vyšší než 5 %. Kombinací legujících prvků se dosahuje potřebných mechanických, fyzikálních a chemických vlastností.

### Rozdělení podle oblastí použití
Podle oblasti použití lze oceli rozdělit do následujících skupin:
- Konstrukční oceli – jsou zpravidla nelegované oceli používané ve strojírenství, stavebnictví, apod.
- Automatové oceli – jsou uhlíkové oceli se zvýšeným obsahem síry (kolem 0,3 %) a manganu (kolem 1 %), který váže síru na MnS, případně olova (kolem 0,3 %). Dosahují dobré obrobitelnosti s kvalitním povrchem při veliké řezné rychlosti a snadné lámavosti třísky při obrábění.
- Betonářské oceli – na armovací drát nebo tyče ve stavebním průmyslu. Většinou nelegované nebo nízko legované oceli.
- Oceli na pružiny – „pérová ocel“ nebo též „pružinová ocel“, musí vykazovat dobré statické a dynamické vlastnosti a musí mít vysokou únavovou životnost. Vhodné jsou zde nelegované oceli s vyšším obsahem uhlíku a oceli slitinové se zvýšeným obsahem manganu, chromu, případně křemíku, (např. ČSN 12071 nebo ČSN 14260).
- Ocel k cementování – do této skupiny patří oceli s nízkým obsahem uhlíku, které mají i po kalení dobré mechanické vlastnosti. Vysoké tvrdosti povrchu se dosahuje obohacením povrchových vrstev uhlíkem před kalením. (např. ČSN 412023, 412024, 412030, …)
- Ocel pro elektrotechnické plechy – pro výrobu jader transformátorů a točivých strojů musí mít charakteristické magnetické vlastnosti, ale současně také schopnost k technologickému zpracování. Těmto účelům nejlépe vyhovují oceli s obsahem 1 až 4,5 % křemíku a s minimálním obsahem uhlíku a dalších legujících prvků.
- Hlubokotažné ocele – jsou používány na výrobu hlubokotažných plechů. Plechy musí vykazovat především dobré plastické vlastnosti. Tyto oceli jsou nízkouhlíkové s minimálním obsahem legujících prvků. Zlepšení mechanických vlastností a jejich stability se dosahuje mikrolegováním hliníkem, titanem, vanadem, borem, zirkonem a niobem. Jsou to zejména materiály pro karosářské plechy (např. ČSN 412009).
- Ocel k zušlechťování – oceli se středním obsahem uhlíku, které se po kalení popouštějí na vyšší teploty, aby se dosáhlo vysoké houževnatosti při zachování dobré pevnosti (např. ČSN 412042, 412050, 412051, 412052, …). Tyto oceli, jako materiál, lze také koupit už zušlechtěné. Ve třídě oceli za tečkou mají číslo 6, 7, 8. Např.: 12040.6. Zušlechtěné oceli jsou pevnější, ale lze je ještě obrábět – soustružit, frézovat, apod. oproti kaleným ocelím, které lze už jen brousit. Zušlechtěná ocel je částečně houževnatá. Zušlechťování se skládá z běžného kalení a popuštění oceli na vyšší teplotu. Při zušlechťování nám nejde primárně o tvrdost oceli, ale o zlepšení mechanických vlastností, např. pevnosti v tahu a struktury oceli. Tím může být pak výrobek lehčí (např. ojnice a spojnice u parní lokomotivy atd). Pro základní orientaci možno uvést, že u obyčejných uhlíkových ocelí se po zušlechtění jejich pevnost v tahu zvýší asi o čtvrtinu.
- Korozivzdorné, žáruvzdorné a žárupevné oceli – Jsou vysocelegované oceli, legované především chromem a niklem. Obsah chromu nad 8% rozpuštěného v oceli vytváří na vzduchu pasivní vrstvu oxidu chromitého, která brání další korozi. Nikl zvyšuje odolnost v agresivních prostředích (například kyselinách). Korozivzdorné oceli se dělí do čtyř hlavních skupin – martenzitické, feritické, austenitické a feriticko-austenitické. Nejběžnější – austenitické – jsou nemagnetické a používají se i pro výrobu nádobí, tzv. ocel 18–10.
- Nástrojové oceli – jsou uhlíkové, středně legované a vysocelegované ocele nebo oceli rychlořezné (jsou samokalitelné) typicky s vyšším až vysokým obsahem uhlíku a používají se na výrobu různých nástrojů a forem. Označují se předčíslím 19. (např. ČSN 19855 – Nástroje na těžko obrobitelné materiály a pro nejvyšší výkony, zejména nože na kovy, vrtáky, zápichové nože,frézy, nástroje na ozubení apod.) Ocel uhlíková a ocel rychlořezná dosáhne při kalení stejné tvrdosti, ale ocel uhlíková drží tvrdost ostří (břitu) cca do 240 °C, vyšší teplotou začíná měknout. Ocel rychlořezná drží tvrdost ostří i při vyšší teplotě než 500 °C a obsahuje vysoký podíl karbidů wolframu a molybdenu. Ve srovnání s ocelemi uhlíkovýmí a středně legovanými umožňuje mnohem rychlejší obrábění a proto vznikl i název rychlořezná. Tato ocel se začala vyrábět už před 1. světovou válkou.
- Jako damascénská ocel je označována ocel na výrobu šavlí, mečů, apod. Je známa svou vysokou pružností a pevností. Tento materiál však není jedním druhem oceli, ale sestává z různých druhů oceli, které jsou svařeny v ohni kováním (spojování materiálu za tepla).

## Recyklování
Ocel se recykluje takřka od doby jejího objevení a to hlavně z ekonomických důvodů. Je totiž levnější ocel recyklovat, než těžit železnou rudu a vynakládat finance na výrobu „nové“ slitiny. Finanční nároky výroby nové slitiny jsou ve srovnání s náklady na recyklaci obrovské. Recykluje se také proto, že ocel během procesu recyklace neztrácí žádné ze svých vlastností. Je to nejvíce recyklovaný materiál v Severní Americe. Energie ušetřená recyklováním oceli snižuje roční spotřebu energie průmyslu až o 75 %. Toto procento představuje množství energie dostačující k zásobování 18 milionů rodin po dobu jednoho roku. Recyklováním jedné tuny oceli se ušetří 1100 kg železné rudy, 630 kg uhlí a 55 kg vápence. V roce 2005 bylo recyklováno 76 milionů tun oceli.
V poslední době se každým rokem zrecykluje asi 75 % z celkové roční produkce oceli. U některých druhů ocelových produktů je tento poměr ještě vyšší. Například v letech 2004 a 2005 bylo zrecyklováno 97,5 % tyčí a plátů z konstrukční oceli. Výztužných ocelových tyčí bylo zrecyklováno asi 65 % z jejich celkové roční produkce. Konstrukční ocel tak typicky obsahuje asi 95 % recyklovaného materiálu. Oproti tomu lehčí typ oceli, jako je ocel válcovaná, obsahuje „pouze“ 30 % recyklovaného materiálu.
Ocelové tyče se vyrábí ve standardizovaných velikostech a tak při jejich výrobě vznikne jen velmi málo odpadu (tento odpad je samozřejmě recyklovatelný). Na průměrně velký dvoupodlažní dům se spotřebuje množství oceli přirovnatelné k 6 zrecyklovaným autům. Na stejný dům s dřevěnou konstrukcí by padlo asi 40 – 50 stromů.
Celosvětová poptávka po oceli neustále roste. Přestože zatím bylo oceli vyprodukováno obrovské množství, většina je stále v oběhu. Nejběžnější ocelové výrobky určené k recyklování jsou plechovky, automobily, různá zařízení a ocel ze zbouraných budov. Můžeme odhadnout, že průměrné zařízení se skládá z 65 % z oceli. Auta obsahují až 66 % oceli.
Ocel je možné recyklovat v ocelárnách metodou oxidace v kyslíkových konvertorech. Většinou se však recykluje tavením v elektrických obloukových pecích (pro výrobu oceli s nízkým obsahem uhlíku) nebo v indukčních pecích (pro výrobu vysoce legovaných železných slitin).

## Využití oceli

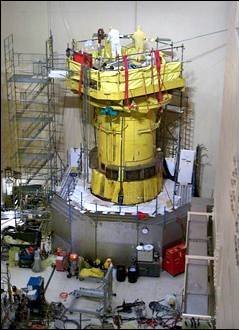
Ocelová nádoba jaderného reaktoru

Ocel se využívá zejména pro nosné konstrukce staveb. Relativně velká pevnost při nízké hmotnosti předurčuje použití oceli pro velmi namáhané a velkorozponové konstrukce, ať již průmyslových hal či architektonicky náročných staveb. Využívá se též při stavbě mostů, lávek či různých typů schodišť. Pro své estetické vlastnosti je také vyhledávána u řady umělců.
Ocelové prvky se často používají jako spoje nebo výztužné elementy betonových, dřevěných či skleněných konstrukcí a jejich částí.
Ocelové konstrukce se uplatňují především u komplikovanějších a tvarově složitějších staveb. Při ocelové nosné konstrukci budovy však musí projektant vyřešit její ochranu při požáru; ohřeje-li se nízkolegovaná ocel na 500 °C, klesne její mez kluzu (i mez pevnosti) zhruba na polovinu. Mnoho moderních a architektonicky náročných staveb je projektováno za použití ocelových konstrukcí. Ocel se také plně využívá pro stavby jako jsou mosty a případně konstrukce pro průmysl, energetiku, věže apod.
Ocel je zároveň stále základním materiálem v drtivé většině odvětví strojírenství.
Největší výhodu ocel představuje při rekonstrukcích, při doplňování konstrukcí nebo jejich zesilování nebývá většinou žádný problém. A navíc je ocelová konstrukce plně recyklovatelná.